# مارينا هايد
مارينا هايد (بالإنجليزية: Marina Hyde)‏ هي صحفية وكاتبة العمود بريطانية، ولدت في 13 مايو 1974.